# NHL-Freiluftspiel in Las Vegas 1991
Das NHL-Freiluftspiel in Las Vegas 1991 war ein Freundschaftsspiel zwischen den Los Angeles Kings und den New York Rangers, das am 27. September 1991 auf einem Parkplatz vor dem Caesars Palace Hotel in Paradise, Nevada stattfand. Es war das erste offizielle Freiluftspiel in der Geschichte der National Hockey League und Teil der Saisonvorbereitung beider Teams auf die Saison 1991/92.

## Hintergrund
Die Idee, ein Outdoor-Spiel in Las Vegas auszutragen, hatte Rich Rose, damaliger Präsident von Caesars World Sports und seineszeichens NY-Rangers-Fan, bereits im Jahr 1988. Er stieß mit seinem Vorschlag allerdings zunächst auf Kritik und Ungläubigkeit, bis er Steve Flatow, Marketingdirektor der NHL im Jahr 1991, für seine Idee begeistern konnte. Auf Anraten von Flatow unterbreitete Rose sein Vorhaben zunächst den LA Kings, zu deren Kader der Superstar Wayne Gretzky gehörte. Mit der positiven Rückmeldung der Kalifornier nahm Flatow an, dass auch die Rangers interessiert sein würden, und man ein hochkarätiges Aufeinandertreffen unter freiem Himmel zwischen den Teams aus den beiden größten US-amerikanischen Sport- und TV-Märkten auf die Beine stellen könnte. Rose gelang es Vizepräsident Roy Mlakar und Franchisebesitzer Bruce McNall zu überzeugen und kontaktierte anschließend die Rangers, die sich ebenfalls bereit erklärten, an der Veranstaltung teilzunehmen.

## Spielverlauf
Die Außentemperatur lag zu Spielbeginn bei 29 Grad Celsius und erreichte im Verlauf der Partie bis zu 35 Grad Celsius. Die Rangers fanden zunächst besser ins Spiel und gingen durch Tore der beiden Rookies Tony Amonte und Doug Weight im ersten Drittel früh mit 2:0 in Führung. Im zweiten Spielabschnitt drehten die Kings die Partie und lagen zur zweiten Pause dank der Treffer von Tony Granato, Brian Benning sowie dem zumeist nur im Farmteam eingesetzten Sylvain Couturier mit 3:2 vorne. Neuzugang Jari Kurri und Gretzky besiegelten im Schlussdrittel den letztlich souveränen 5:2-Erfolg für Los Angeles. Das Spiel wurde live auf dem FOX-Sports-Sender PrimeTicket übertragen und aufgrund seiner Einzigartigkeit seitdem mehrfach auf anderen Kanälen, wie z. B. NHL Network, wiederholt. Während der von den Kings-Reportern Bob Miller und Jim Fox kommentierten Begegnung trug Los Angeles’ Torhüter Kelly Hrudey eine Kamera auf seinem Helm, von der auch einige Aufnahmen verwendet wurden.

### Aufstellungen
Abkürzungen:
Nat. = Nationalität; Pos. = Position mit C = Center, LW = linker Flügel, RW = rechter Flügel, D = Verteidiger, G = Torwart
| #           | Nat.               | Spieler           | Pos. |
| Torhüter    |                    |                   |      |
| 36          | Kanada             | Daniel Berthiaume | G    |
| 32          | Kanada             | Kelly Hrudey      | G    |
| Verteidiger |                    |                   |      |
| 2           | Kanada             | Brian Benning     | D    |
| 77          | Kanada             | Rod Buskas        | D    |
| 22          | Kanada             | Charlie Huddy     | D    |
| 19          | Kanada             | Larry Robinson    | D    |
| 40          | Kanada             | Darryl Sydor      | D    |
| 5           | Kanada             | Tim Watters       | D    |
| Angreifer   |                    |                   |      |
| 12          | Kanada             | Sylvain Couturier | LW   |
| 11          | Vereinigte Staaten | Mike Donnelly     | LW   |
| 15          | Kanada             | Randy Gilhen      | LW   |
| 21          | Vereinigte Staaten | Tony Granato      | LW   |
| 99          | Kanada             | Wayne Gretzky     | C    |
| 17          | Finnland           | Jari Kurri        | RW   |
| 37          | Vereinigte Staaten | Bob Kudelski      | C    |
| 44          | Kanada             | John McIntyre     | C    |
| 20          | Kanada             | Luc Robitaille    | LW   |
| 7           | Schweden           | Tomas Sandström   | RW   |
| 18          | Kanada             | Dave Taylor       | RW   |
| 25          | Kanada             | Jim Thomson       | RW   |

| #           | Nat.               | Spieler            | Pos. |
| Torhüter    |                    |                    |      |
| 35          | Vereinigte Staaten | Mike Richter       | G    |
| 34          | Vereinigte Staaten | John Vanbiesbrouck | G    |
| Verteidiger |                    |                    |      |
| 6           | Kanada             | Joe Cirella        | D    |
| 44          | Schweden           | Pär Djoos          | D    |
| 41          | Kanada             | Peter Fiorentino   | D    |
| 14          | Kanada             | Mark Hardy         | D    |
| 3           | Kanada             | James Patrick      | D    |
| 27          | Kanada             | David Shaw         | D    |
| Angreifer   |                    |                    |      |
| 33          | Vereinigte Staaten | Tony Amonte        | RW   |
| 17          | Vereinigte Staaten | Rick Bennett       | LW   |
| 37          | Vereinigte Staaten | Paul Broten        | RW   |
| 60          | Kanada             | Louie DeBrusk      | LW   |
| 28          | Kanada             | Tie Domi           | RW   |
| 11          | Kanada             | Adam Graves        | LW   |
| 21          | Kanada             | Jody Hull          | RW   |
| 19          | Kanada             | Kris King          | LW   |
| 32          | Vereinigte Staaten | Corey Millen       | C    |
| 9           | Kanada             | Bernie Nicholls    | C    |
| 25          | Kanada             | John Ogrodnick     | RW   |
| 39          | Vereinigte Staaten | Doug Weight        | C    |

### Statistik
| 27. September 1991 | Los Angeles Kings Tony Granato (29:15) Brian Benning (31:35) Sylvain Couturier (38:44) Jari Kurri (40:38) Wayne Gretzky (55:18) | 5:2 (0:2, 3:0, 2:0) | New York Rangers Tony Amonte (2:28) Doug Weight (4:29) | Caesars Palace, Paradise Zuschauer: 13.007 |

## Trivia
- Bei beiden Teams waren einige Stammspieler aus diversen Gründen nicht mit dabei. So fehlten auf Seiten der Kings unter anderem die Verteidiger Rob Blake und Marty McSorley, während bei den Rangers Verteidiger Brian Leetch sowie die Angreifer Mike Gartner und Darren Turcotte nicht mit von der Partie waren. Ebenfalls noch nicht im Rangers-Trikot zu sehen war Mittelstürmer Mark Messier, der erst wenige Tage später im Tausch für unter anderem Bernie Nicholls von den Edmonton Oilers verpflichtet wurde.[5]

- Am 29. September 1991 sollten beide Mannschaften in Charlotte im Bundesstaat North Carolina erneut aufeinander treffen. Diese zweite Begegnung unter geschlossenem Hallendach wurde jedoch aufgrund der schlechten Eisbedingungen im Charlotte Coliseum abgesagt.[6]